# Torrsjön (Nordmalings socken, Ångermanland, 708608-168268)
Torrsjön är en sjö i Nordmalings kommun i Ångermanland och ingår i Hörnåns huvudavrinningsområde. Sjön har en area på 1,11 kvadratkilometer och ligger 154,2 meter över havet. Sjön avvattnas av vattendraget Torrsjöbäcken. Vid provfiske har bland annat abborre, gers, gädda och lake fångats i sjön.

## Delavrinningsområde
Torrsjön ingår i det delavrinningsområde (708833-168258) som SMHI kallar för Utloppet av Torrsjön. Medelhöjden är 177 meter över havet och ytan är 6,88 kvadratkilometer. Det finns ett avrinningsområde uppströms, och räknas det in blir den ackumulerade arean 7,89 kvadratkilometer. Torrsjöbäcken som avvattnar avrinningsområdet har biflödesordning 2, vilket innebär att vattnet flödar genom totalt 2 vattendrag innan det når havet efter 43 kilometer. Avrinningsområdet består mestadels av skog (78 procent). Avrinningsområdet har 1,1 kvadratkilometer vattenytor vilket ger det en sjöprocent på 15,9 procent.

## Fisk
Vid provfiske har följande fisk fångats i sjön:
- Abborre
- Gärs
- Gädda
- Lake
- Mört
- Nors
- Sik